# St. Agatha (Epe)

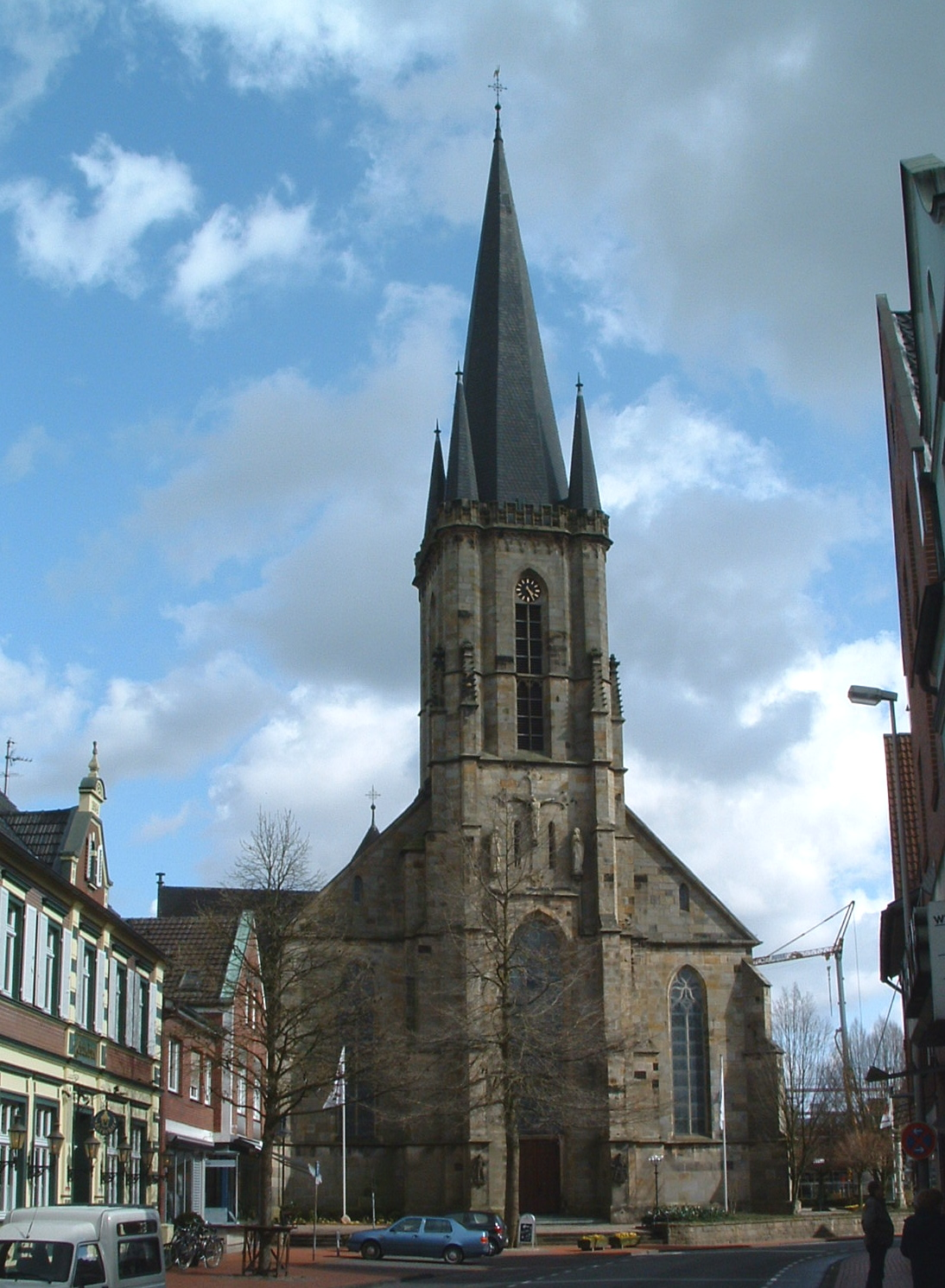
St.-Agatha-Kirche in Epe

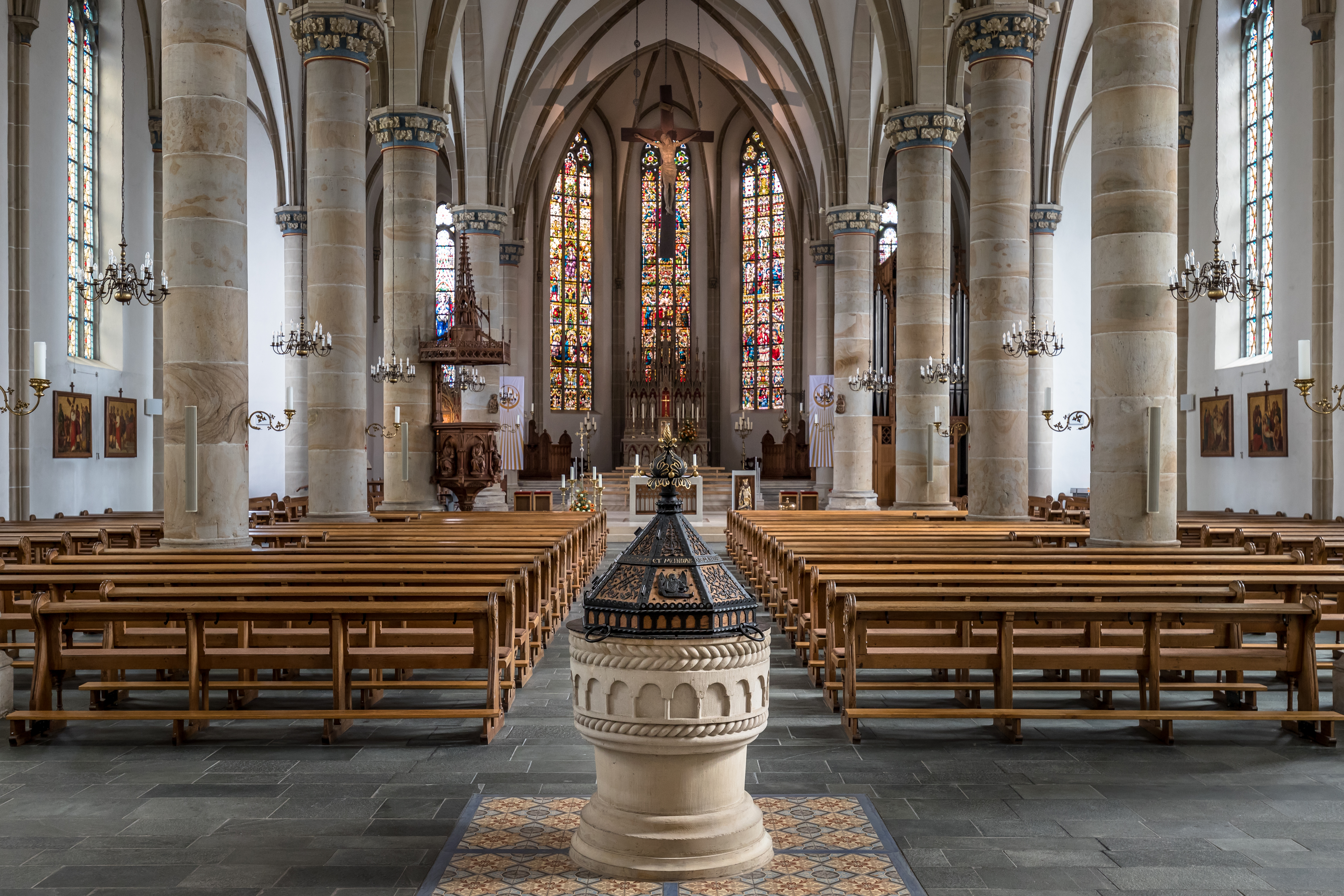
Innenansicht

Die St.-Agatha-Kirche ist, neben der St.-Georgs-Kirche, eine von zwei katholischen Kirchen in Epe und gehört zum Bistum Münster. Der heutige Bau ist eine neogotische Hallenkirche aus hellem Sandstein; der Kirchturm mit seiner hohen, dunklen Spitze, die an den Ecken mit vier kleineren Türmchen verziert ist, ist eines der Wahrzeichen Epes. Der Chorraum, dessen Bedachung über das Hauptschiff hinausragt, wurde 1998 neu gestaltet.

## Geschichte
An der Stelle der heutigen Kirche befand sich eine erstmals 1188 erwähnte Pfarrkirche, die im 15. Jahrhundert gotische und in den 1740er Jahren barocke Umbauten erfahren hat. Durch einen Großbrand in Epe im Oktober 1882 wurde die Kirche stark in Mitleidenschaft gezogen, sodass ein Neubau beschlossen wurde. Im Jahre 1884 begann der Kirchenneubau nach Plänen des Architekten Wilhelm Rincklake. Der Neubau war am 12. Juli 1886 beinahe fertiggestellt, als der Kirchturm, dessen Bau unsachgemäß ausgeführt worden war, einstürzte. Dadurch zogen sich die Baumaßnahmen an der Kirche in die Länge, bis 1892 die Weihe des Rohbaus erfolgen konnte. Reparaturen erfolgten 1934 sowie in den 1950er Jahren, wobei die Malereien im Inneren der Kirche entfernt wurden. In den 1950er Jahren erhielt St. Agatha auch eine Filialkirche (St. Georg) in der Rübezahlsiedlung.

## Ausstattung
Von der alten Kirchenausstattung ist noch ein Teil erhalten. 
Ältestes Inventarstück ist ein romanisches Taufbecken des Bentheimer Typs aus dem 12. Jahrhundert. Es steht vor dem Mittelgang des Eingangsbereichs und ist aus hellem Sandstein gefertigt. Die Wandung hat zwischen Taustäben ein Arkadenfries, deren Rundbögen auf schlanken Säulen ruhen. Der achtseitige Deckel aus Holz und Eisen mit kunstvoller Spitze trägt als Umschrift den lateinischen Bibelvers aus Ez 36,25 .
In der Kirche steht eine etwa 4 Meter hohe steinerne Martersäule aus der zweiten Hälfte des 15. Jahrhunderts. Sie wurde 1978 in der Kirche aufgestellt, um sie vor weiteren Witterungseinflüssen zu schützen, nachdem die verwitterten Teile einige Jahre eingelagert waren. Eine Nachschöpfung aus der Hand des Bildhauers Joseph Krautwald zeigt das Schweißtuch der Veronika und oben auf der Säule einen Hahn.
Eine barocke Pietà aus Stein wurde zu Beginn des 18. Jahrhunderts geschaffen. Drei große hölzerne Heiligenfiguren stellen Petrus, Paulus und Antonius dar.
Für die polygonale hölzerne Kanzel aus neugotischer Zeit wurden vier geschnitzte Halbfiguren der Evangelisten aus der ersten Hälfte des 18. Jahrhunderts übernommen und in den Feldern vor spitzbogigen Nischen aufgestellt. Der Schalldeckel hat an der Seite Vierpässe und feines Schnitzwerk mit Fialen sowie eine mit Krabben besetzte hohe Spitze über sechs Wimpergen.
Der neogotische Hochaltar zeigt an der Vorderseite der Mensa sechs Figuren vor Spitzbögen. Der Tabernakel wird von weiteren sechs Figuren flankiert, die unter Wimpergen mit Fialen aufgestellt sind.

## Orgel
Die Orgel wurde 1980 von der Orgelbaufirma Seifert (Kevelaer) erbaut. Das Schleifladen-Instrument hat 46 Register auf drei Manualwerken und Pedal. Die Spieltraktur ist mechanisch, die Registertraktur ist elektrisch.
| I Schwellwerk C–a3 |                        |         |
| 1.                 | Holzflöte              | 08′     |
| 2.                 | Viola da Gamba         | 08′     |
| 3.                 | Vox coelestis          | 08′     |
| 4.                 | Principal              | 04′     |
| 5.                 | Flauto dolce           | 04′     |
| 6.                 | Nasat                  | 02 ⁄3′  |
| 7.                 | Flageolett             | 02′     |
| 8.                 | Terz                   | 01 3⁄5′ |
| 9.                 | Larigot                | 01 ⁄3′  |
| 10.                | Sifflet                | 01′     |
| 11.                | Fourniture V           | 02′     |
| 12.                | Cor Anglais            | 16′     |
| 13.                | Hautbois               | 08′     |
| 14.                | Trompette harmonique 0 | 08′     |
|                    | Tremulant              |         |

| II Hauptwerk C–a3 |                      |        |
| 15.               | Bordun               | 16′    |
| 16.               | Principal            | 08′    |
| 17.               | Koppelflöte          | 08′    |
| 18.               | Octave               | 04′    |
| 19.               | Spitzflöte           | 04′    |
| 20.               | Superoctave          | 02′    |
| 21.               | Cornett IV–V (ab c0) |        |
| 22.               | Mixtur V             | 01 ⁄3′ |
| 23.               | Cornett V (ab f0)    |        |
| 24.               | Zimbel II            |        |
| 25.               | Trompete             | 16′    |
| 26.               | Trompete             | 08′    |
|                   | Tremulant            |        |
| 27.               | Spanische Trompete 0 | 08′    |

| III Kronwerk C–a3 |                 |     |
| 28.               | Gedackt         | 08′ |
| 29.               | Quintadena      | 08′ |
| 30.               | Principal       | 04′ |
| 31.               | Rohrflöte       | 04′ |
| 32.               | Waldflöte       | 02′ |
| 33.               | Sesquialter II0 |     |
| 34.               | Scharf IV       | 01′ |
| 35.               | Regal           | 16′ |
| 36.               | Cromorne        | 08′ |
|                   | Tremulant       |     |

| Pedalwerk C–f1 |               |         |
| 37.            | Principal     | 16′     |
| 38.            | Subbass       | 16′     |
| 39.            | Quintbass     | 10 2⁄3′ |
| 40.            | Octavbass     | 08′     |
| 41.            | Spitzgedackt0 | 08′     |
| 42.            | Choralbass    | 04′     |
| 43.            | Hintersatz VI |         |
| 44.            | Posaune       | 16′     |
| 45.            | Trompete      | 08′     |
| 46.            | Schalmei      | 04′     |

- Koppeln: I/II, III/I, III/II, I/P, II/P, III/P

## Glocken
Im Turm der St.-Agatha-Kirche hängen zwei Geläute mit insgesamt 10 Läuteglocken, die allesamt von der Glockengießerei Petit & Gebr. Edelbrock (Gescher) gegossen wurden. Bis 2010 hingen im Turm 6 Glocken aus den Jahren 1948 und 1951; ihre Inschriften wurden in Anlehnung an diejenigen der Glocken aus dem Jahre 1919 gestaltet. 
Im Jahre 2013 wurden das Geläut der benachbarten (profanierten) Antoniuskirche in den Turm von St. Agatha aufgenommen. Die Glocken stammen aus den Jahren 1968 und 1995 und wurden klanglich bereits auf die Glocken der Agatha-Kirche abgestimmt; es besteht eine Doppelung zweier Schlagtöne. 2013 wurde der Glockenstuhl samt Jochen und Klöppeln erneuert; seitdem werden die Glocken mit Linearantrieb geläutet und lassen sich per Funk (Handy) ansteuern. Die Klöppel sind länger geschmiedet, damit das Ausläuten länger dauert.
| Nr. | Name           | Gussjahr | Durchmesser (mm) | Masse (kg, ca.) | Schlagton | Bemerkung                  |
| --- | -------------- | -------- | ---------------- | --------------- | --------- | -------------------------- |
| 1   | Agnus Dei      | 1948     | 1690             | 3100            | h0        |                            |
| 2   | Agatha         | 1948     | 1390             | 1737            | d1        |                            |
| 3   | Herz Jesu      | 1948     | 1230             | 1222            | e1        |                            |
| 4   | Friedensglocke | 1995     | 1240             | 1189            | e1        | urspr. St. Antonius-Kirche |
| 5   | Maria          | 1948     | 1080             | 781             | fis1      |                            |
| 6   | Viktor         | 1995     | 1030             | 693             | g1        | urspr. St. Antonius-Kirche |
| 7   | Schutzengel    | 1948     | 900              | 443             | a1        |                            |
| 8   | Maria          | 1968     | 880              | 417             | a1        | urspr. St. Antonius-Kirche |
| 9   | Josef          | 1951     | 810              | 350             | h1        |                            |
| 10  | Antonius       | 1968     | 760              | 279             | c2        | urspr. St. Antonius-Kirche |

## Statistik
Die Pfarrgemeinde St. Agatha in Epe hat einen Einzugsbereich von rund 11.000 katholischen Gemeindemitgliedern. Im Jahr finden hier durchschnittlich 85 Taufen, 35 Trauungen/Silber/Goldhochzeiten und 100 Beerdigungen statt.